# Федеральный верховный суд Германии
Федеральный верховный суд Германии (нем. Bundesgerichtshof, сокр. BGH) — в Германии высшая судебная инстанция общей юрисдикции.

## Состав
Состоит из председателя, заместителя председателя, председательствующих судей (Vorsitzender Richter) (которыми являются председатели судебных составов) и судей. В настоящий момент Федеральный суд состоит из 153 судей.

## Органы
- Председатель (Präsident)
- Заместитель Председателя (Vizepräsident)[5]
- Президиум (Präsidium) (состоит из председателя и 10 членов)[6]

## Структура
- 1-й судебный состав по уголовным делам (1. Strafsenat) - осуществлял надзор за округами оберландесгерихтов Мюнхена, Штутгарта и Карлсруе;
- 2-й судебный состав по уголовным делам (2. Strafsenat) - осуществлял надзор за округами оберландесгерихтов Франкфурта-на-Майне, Йены и Кёльна;
- 3-й судебный состав по уголовным делам (3. Strafsenat) - осуществлял надзор за округами оберландесгерихтов Дюссельдорфа, Ольденбурга и Кобленца;
- 4-й судебный состав по уголовным делам (4. Strafsenat) - осуществлял надзор за округами оберландесгерихтов Хамма и Цвайбрюккена;
- 5-й судебный состав по уголовным делам (5. Strafsenat) - осуществлял надзор за округами оберландесгерихтов Берлина, Бремена, Дрездена, Гамбурга, Саарбрюккена и Шлезвина;
- 6-й судебный состав по уголовным делам (6. Strafsenat) - осуществлял надзор за округами оберландесгерихтов Бамберга, Ростока, Нюрнберга, Целле, Наумбурга, Целле, Бранденбурга и Брауншвейга;
- 1-й судебный состав по гражданским делам (I. Zivilsenat)
- 2-й судебный состав по гражданским делам (II. Zivilsenat)
- 3-й судебный состав по гражданским делам (III. Zivilsenat)
- 4-й судебный состав по гражданским делам (IV. Zivilsenat)
- 5-й судебный состав по гражданским делам (V. Zivilsenat)
- 6-й судебный состав по гражданским делам (VI. Zivilsenat)
- 7-й судебный состав по гражданским делам (VII. Zivilsenat)
- 8-й судебный состав по гражданским делам (VIII. Zivilsenat)
- 9-й судебный состав по гражданским делам (IX. Zivilsenat)
- 10-й судебный состав по гражданским делам (X. Zivilsenat) (с 1960-х гг.)
- 11-й судебный состав по гражданским делам (XI. Zivilsenat) (с 1980-х гг.)
- 12-й судебный состав по гражданским делам (XII. Zivilsenat) (с 1980-х гг.)
- 13-й судебный состав по гражданским делам (XIII. Zivilsenat) (с 2019 года)
- судебный состав по картельным делам (Kartellsenat)[7]

## Председатели
- Герман Вайнкауфф (1950-1960);
- Бруно Хойзингер (1960-1968);
- Роберт Фишер (1968-1977);
- Герд Пфайффер (1977-1987);
- Вальтер Одерски (1988-1996);
- Карльман Гайсс (1996-2000);
- Гюнтер Хирш (2000-2008);
- Клаус Тольксдорф (2008-2014);
- Беттина Лимперг (с 2014).

## Местонахождения
Основным местом нахождения Федерального верховного суда является бывший Великогерцогский дворец в баден-вюртембергском городе Карлсруэ; 5-й и 6-й сенаты по уголовным делам располагаются в саксонском Лейпциге.